# Плотницький Юрій Володимирович
Юрій Володимирович Плотни́цький (нар. 14 квітня 1968) — український волейболіст, тренер, педагог.

## Життєпис
Народж. 14 квітня 1968 року.
Після завершення ігрової кар'єри Юрій Плотницький став тренером; зокрема, у сезоні 2018-2019 був помічником головного тренера клубу «Новатор-2-Прикордонник» із Хмельницького, у сезоні 2019-2020 - головним наставником.
Наразі працює старшим тренером-викладачем відділення волейболу Хмельницької дитячо-юнацької спортивної школи № 1. 
Помічник головного тренера клубу Української суперліги ВК «Поділля» з Хмельницького (сезон 2024—2025).  
Заслужений тренер України (2023).
Дружина — Оксана. Син — Олег Плотницький (нар. 1997).